# Laura Elizondo
Laura Elizondo Erhard (Tampico, 28 agosto 1983) è una modella messicana, incoronata Miss Messico Universo 2004 e rappresentante del Messico a Miss Universo 2005 il 31 maggio 2005 a Bangkok, dove si è classificata al quinto posto. In precedenza era stata incoronata Nuestra Belleza México 2004, concorso nazionale che si è tenuto a San Luis Potosí il 10 settembre 2004, dove la Elizondo partecipava in rappresentanza dello Stato di Tamaulipas. Il 2 settembre 2005, Laura Elizondo ha ceduto la propria corona di Nuestra Belleza México a Priscila Perales rappresentante dello Stato di Nuevo León.